# Eisenbahnunfall von Weinheim
Der Eisenbahnunfall von Weinheim am 23. September 1848 war die durch einen Sabotageakt von Revolutionären an der Bahnstrecke Frankfurt am Main–Heidelberg verursachte Entgleisung eines Zuges. Es gab mehrere Verletzte, jedoch keine Todesopfer. Dies ist der erste in Deutschland dokumentierte Anschlag auf eine Eisenbahn.
| Spurweite: | 1435 mm (Normalspur) |                                          |                                          |
| |                      |                                          |                                          |
| \| \| \| von Frankfurt \| \| \| \| 53,6 \| Heppenheim \| Heppenheim \| \| \| \| Großherzogtum Hessen/Großherzogtum Baden \| \| \| \| 57,1 \| Laudenbach \| Laudenbach \| \| \| 59,4 \| Hemsbach \| Hemsbach \| \| \| \| Bahnstrecke Weinheim–Fürth (ab 1895) \| \| \| \| \| Zerstörung am 18. Mai 1849 \| \| \| \| \| Weschnitz \| \| \| \| 63,8 \| Weinheim \| Weinheim \| \| \| \| Bahnstrecke Weinheim–Worms (ab 1905) \| \| \| \| \| Anschlag vom 23. September 1848 \| \| \| \| 67,0 \| Lützelsachsen \| Lützelsachsen \| \| \| \| nach Mannheim und Heidelberg \| \| |                      |                                          |                                          |
| Strecke |                      | von Frankfurt                            | von Frankfurt                            |
| Bahnhof | 53,6                 | Heppenheim                               | Heppenheim                               |
| Grenze |                      | Großherzogtum Hessen/Großherzogtum Baden | Großherzogtum Hessen/Großherzogtum Baden |
| Haltepunkt / Haltestelle | 57,1                 | Laudenbach                               | Laudenbach                               |
| Bahnhof | 59,4                 | Hemsbach                                 | Hemsbach                                 |
| Abzweig geradeaus und ehemals von links |                      | Bahnstrecke Weinheim–Fürth (ab 1895)     | Bahnstrecke Weinheim–Fürth (ab 1895)     |
| |                      | Zerstörung am 18. Mai 1849               |                                          |
| Brücke über Wasserlauf |                      | Weschnitz                                | Weschnitz                                |
| Bahnhof | 63,8                 | Weinheim                                 | Weinheim                                 |
| Abzweig geradeaus und ehemals nach rechts |                      | Bahnstrecke Weinheim–Worms (ab 1905)     | Bahnstrecke Weinheim–Worms (ab 1905)     |
| |                      | Anschlag vom 23. September 1848          |                                          |
| ehemaliger Haltepunkt / Haltestelle | 67,0                 | Lützelsachsen                            | Lützelsachsen                            |
| Strecke |                      | nach Mannheim und Heidelberg             | nach Mannheim und Heidelberg             |

## Ausgangslage
Etwa 7 km nördlich des Bahnhofs Weinheim (Bergstraße) quert die Bahnstrecke Frankfurt am Main–Heidelberg die Grenze zwischen Hessen und Baden-Württemberg. 1848/49 war das die Grenze zwischen dem Großherzogtum Hessen und dem Großherzogtum Baden.
Der September-Aufstand in Frankfurt, in dem sich nationalistisch-demokratische Kräfte erhoben, wurde am 18. September 1848 sehr schnell von Militär niedergeschlagen, das von der Bundesfestung Mainz und aus Darmstadt in kürzester Zeit mit der Bahn nach Frankfurt gebracht worden war – die Revolutionäre hatten es versäumt, die Bahnstrecken zu blockieren.
Am 21. September 1848 war der Revolutionär Gustav Struve mit 50 Mann aus dem schweizerischen Basel in das badische Lörrach gezogen und hatte dort vom Balkon des Rathauses aus die Deutsche Republik ausgerufen. 
Mit etwa 4000 Freischärlern zog er weiter Richtung Karlsruhe, kam jedoch nur bis Staufen, wo 800 großherzoglich-badische Soldaten die Freischärler am 24. September 1848 im Gefecht um Staufen schlugen, womit die Aktion gescheitert war.

## Sabotage

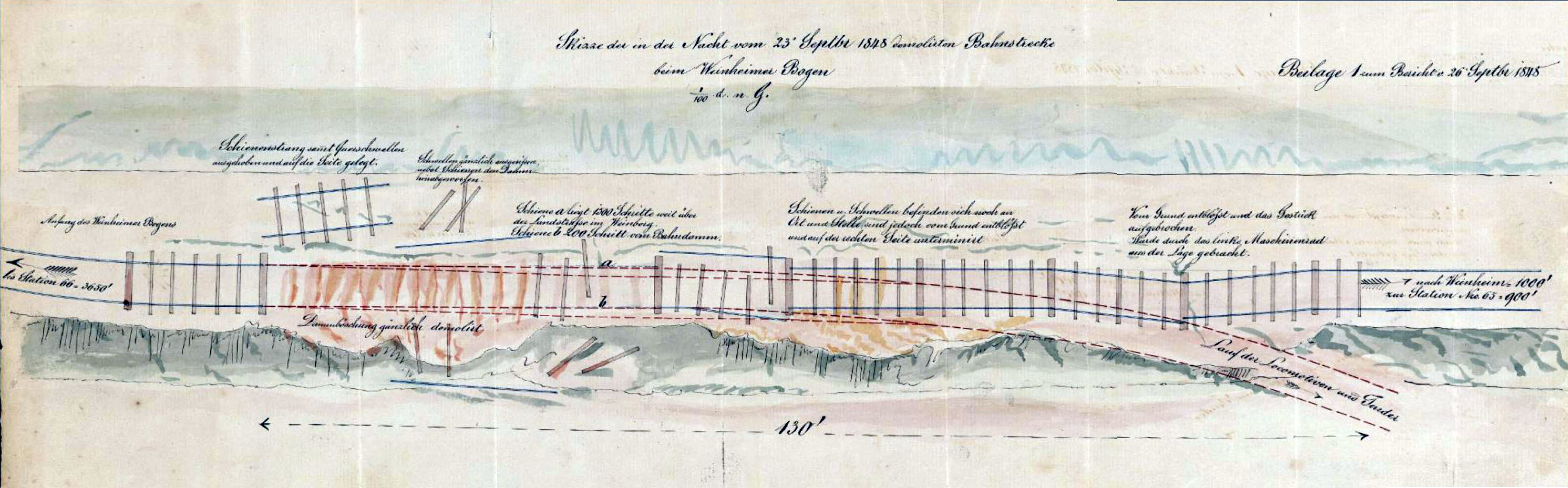
Skizze der Unfallstelle aus den Ermittlungsakten (oben: Westen)

Um zu verhindern, dass hessische Truppen mit der Eisenbahn dem badischen Militär, das gegen Struve und seine Freischärler eingesetzt wurde, schnell zu Hilfe eilen konnten, verabredeten sich republikanisch Gesinnte aus Mannheim und Weinheim im Laufe des 23. September 1848 dazu, in der folgenden Nacht die Bahnanlage der MNB bei Weinheim zu zerstören. Zur Verstärkung holten sie Gleichgesinnte aus benachbarten Dörfern des Odenwalds zur Hilfe.
Das Attentat war offensichtlich den ganzen Tag Gesprächsthema in Weinheim und nachträglich ist nur mit Verwunderung festzustellen, dass weder die Stadtverwaltung noch die in einer Casinogesellschaft in Weinheim organisierten Gegner der Revolution auf die Idee kamen, die Eisenbahn vor dem geplanten Anschlag zu warnen. Der Vorsteher des Bezirksamts Weinheim war auswärts unterwegs, sein örtlicher Vertreter hatte ein Augenproblem und konnte das Haus nicht verlassen. Als er von den Plänen erfuhr, hielt er sie für eines der vielen Gerüchte, die während der Revolution kursierten, und unternahm nichts.
Nachdem der letzte planmäßige Zug von Frankfurt um 21:37 Uhr den Bahnhof Weinheim verlassen hatte, machten sich die Attentäter ans Werk und entfernten etwa 300 m südlich des Bahnhofs Weinheim, bereits in der Gemarkung von Lützelsachsen – damals: Großherzogtum Baden –, Schienenstücke auf einer Länge von 30 m und gruben den Bahndamm ab. Beteiligt waren daran auch Untertanen aus dem benachbarten Großherzogtum Hessen, etwa Nicolaus Schaab aus Reisen mit drei seiner Söhne.
Ein Teil der aus dem Odenwald Gekommenen spaltete sich von der Hauptgruppe der Attentäter ab und begab sich in den Norden von Weinheim, wo sie in der Sulzbacher Gemarkung Gleise und Bahndamm beschädigten. Dort kam aber kein Zug zu Schaden und die Beschädigung an der Eisenbahninfrastruktur war weit geringer als die auf Lützelsachsener Gemarkung.

## Unfallhergang
Am gleichen Tag waren „Reichstruppen“ aus Frankfurt nach Heidelberg befördert worden. Der nun leere Zug sollte nach Darmstadt zurückgebracht werden. Er bestand aus den zwei Dampflokomotiven „Karl der Große“, die 1846 den ersten durchgehenden Zug von Frankfurt nach Heidelberg bis zur Neckarbrücke in Ladenburg gezogen hatte, und „Kessler“ mit Schlepptendern und 25 Wagen. Der Zug verließ Heidelberg um 20:15 Uhr. Der Leerzug soll mit acht Eisenbahnern besetzt gewesen sein.
Der Zug näherte sich dem beschädigten Abschnitt von Süden, fuhr in die Schienenlücke und entgleiste. Die beiden Lokomotiven mit Schlepptendern und drei Wagen stürzten aus etwa 4 m Höhe vom Bahndamm, auf dessen westliche Seite.

## Folgen

### Unmittelbare Folgen

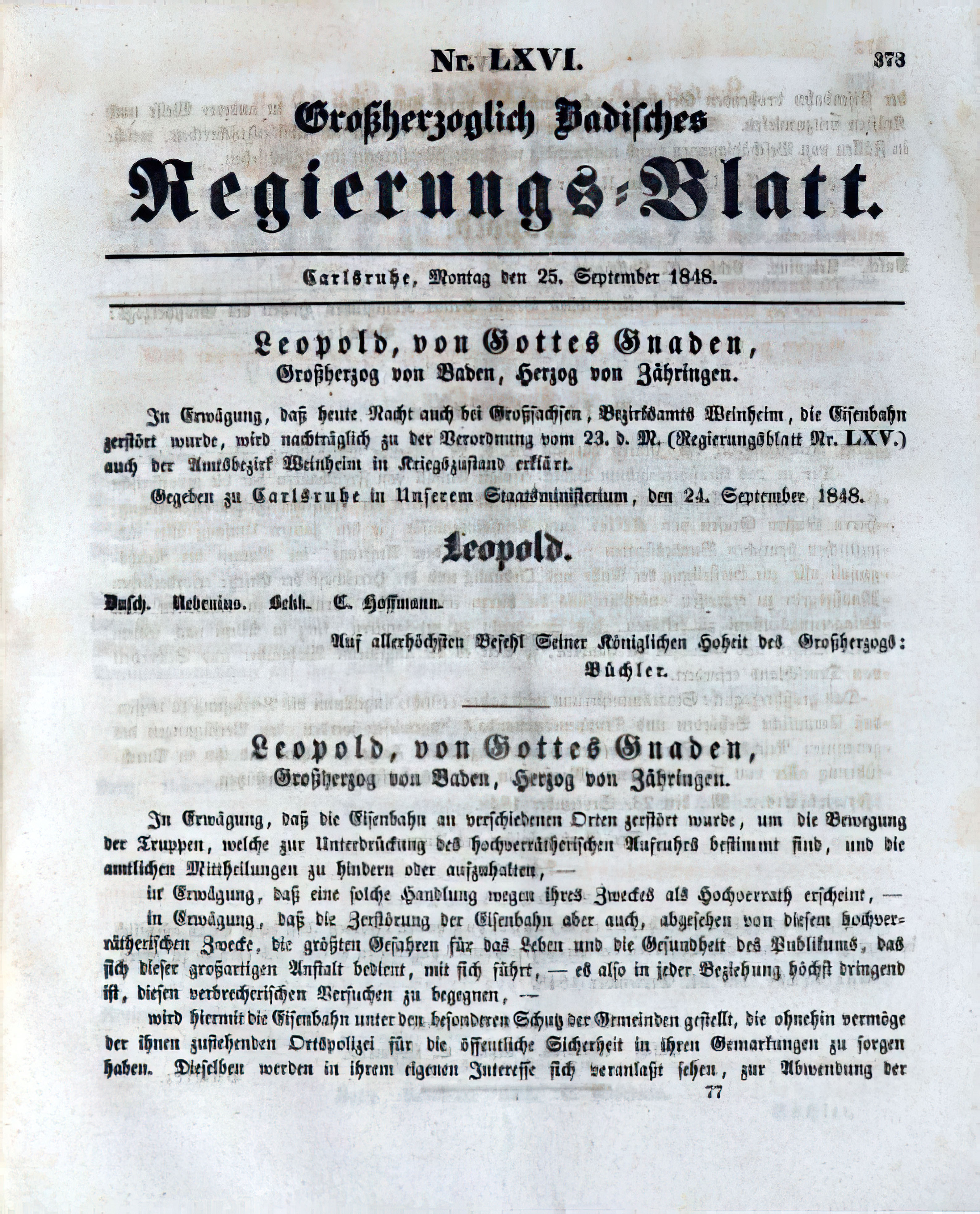
Verhängung des Kriegsrechts über Weinheim, 24. September 1848

Das Zugpersonal kam mit dem Leben davon, mindestens fünf Eisenbahner wurden verletzt. Den entstandenen Schaden bezifferte die MNB auf 6695 fl 9 Xr.
Bereits am nächsten Tag trafen Arbeiter der MNB zusammen mit badischer Infanterie ein und setzten die Strecke wieder in Stand. Aus der Abrechnung der MNB mit den örtlich herangezogenen Arbeitskräften ergibt sich, dass auch einige derjenigen, die am Abend zuvor die Bahn beschädigt hatten, sich nun für deren Reparatur bezahlen ließen.
Am 24. September 1848 erklärte Großherzog Leopold unter Bezug auf das Attentat rückwirkend ab dem 23. September 1848 das Kriegsrecht für den Amtsbezirk Weinheim, veröffentlicht am 25. September 1848. Am 27. September 1848 traf abends in Weinheim ein Bataillon des preußischen Infanterie-Regiments Nr. 27 ein. Damit begann eine sich über mehr als vier Monate erstreckende Einquartierung wechselnder Militäreinheiten in Weinheim.

### Untersuchungen
Erste Untersuchung
Erst die Besetzung durch preußisches Militär ermöglichte es den badischen Behörden, die Untersuchung des Attentats aufzunehmen. Zuständige Ermittlungsbehörde war das Bezirksamt Weinheim und in Person dessen Chef, Amtmann Dominik Herterich, ein bekannter Gegner der Revolution und ihrer Ziele. Er agierte hier in seiner Funktion als örtlicher Untersuchungsrichter. Als eine der ersten Maßnahmen beschlagnahmte er das Vermögen von 21 Verdächtigen, Verdächtigte flohen ins Ausland, einige bis in die USA. Die Zahl der Verhafteten ist nicht genau bekannt. Im Januar 1849 saßen immerhin noch 63 Männer in Haft. Mindestens zwei Suizide bei den Beschuldigten waren die Folge, mehrere Familien zerbrachen unter dem von Herterich aufgebauten Druck. Dies alles geschah vor dem Hintergrund der weiter brodelnden Revolution. Politischer Gegner Herterichs war der örtliche Abgeordnete von Weinheim in der Zweiten Kammer der Badischen Ständeversammlung, Friedrich August Lehlbach, der versuchte, für die Angeschuldigten einzutreten – auch indem er den Vorfall kleinredete.
Herterich wurde letztendlich am 12. Dezember 1848 mit einer formalen Begründung als Untersuchungsrichter abgelöst: Wegen der örtlichen Zuständigkeit lag die Untersuchung des Struve-Putsches beim Hofgericht Freiburg. Dieses war mit der Untersuchung des Struve-Putsches beauftragt. Das Gericht erklärte, dass der Anschlag in Weinheim Teil des Struve-Putsches sei, und erklärte sich für die Ermittlungen in dieser Sache zuständig. Im Auftrag des Freiburger Gerichts wurde nun Assessor Ludwig Wilhelmi tätig. Er entließ schon bald etwa die Hälfte der Untersuchungshäftlinge, weil er sie nicht oder nur in geringem Maß für verdächtig hielt. Die übrigen wurden – sofern sie vermögend genug waren – gegen Kaution freigelassen, die anderen ins Gefängnis nach Bruchsal verlegt. Der Abschlussbericht von Ludwig Wilhelmi datiert auf den 8. Februar 1849. Bis auf fünf Angeschuldigte kamen alle – zum Teil gegen Auflagen – bis Ende April 1849 frei. Diese letzten Gefangenen wurden im Mai-Aufstand 1849 befreit. Während dieses Aufstandes wurde auch ein erheblicher Teil der Ermittlungsakten von den Revolutionären in Freiburg verbrannt.
Zweite Untersuchung

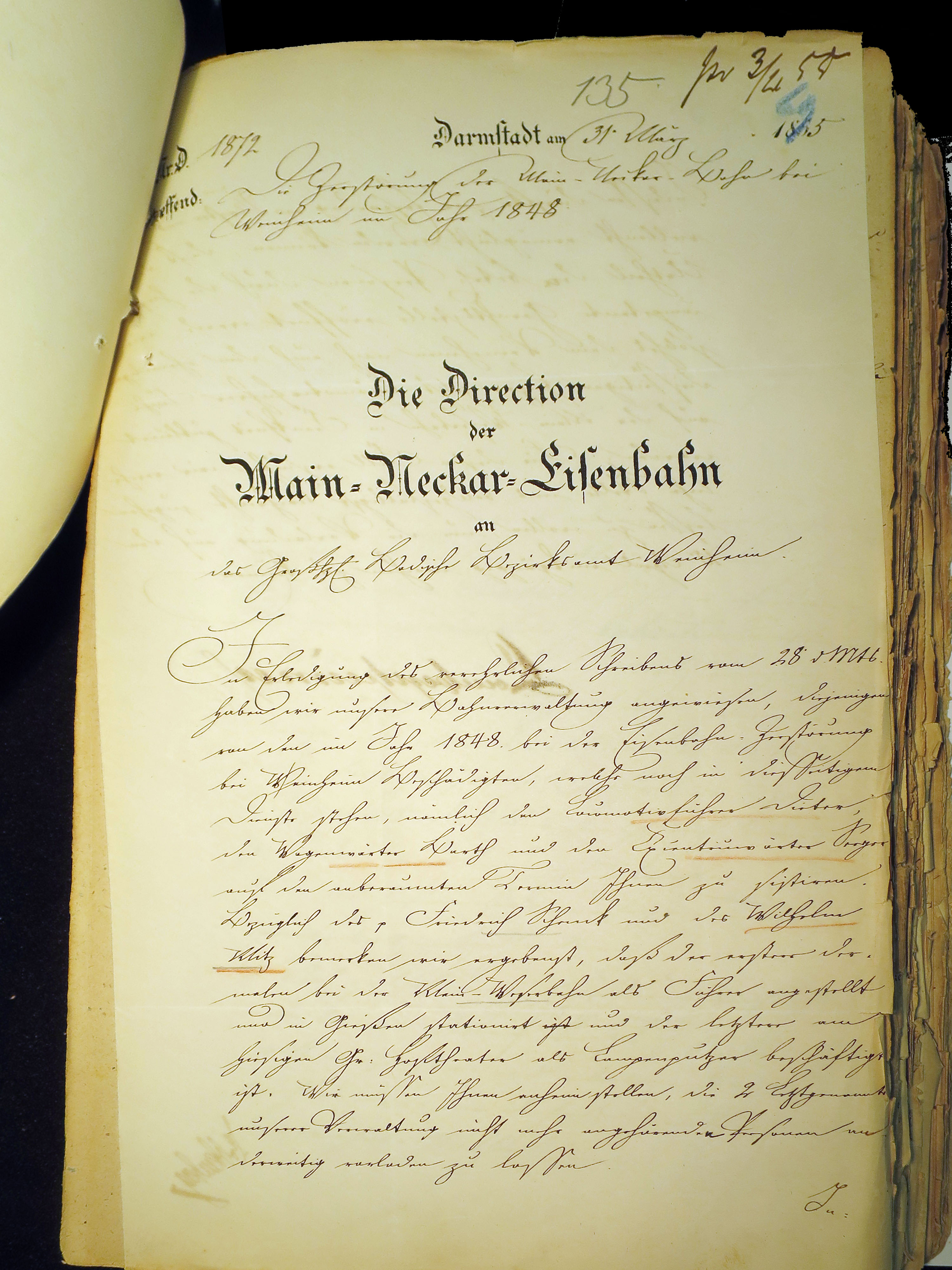
Schreiben der MNB an das badische Bezirksamt Weinheim im Ermittlungsverfahren gegen die Attentäter

Nach Niederschlagung des Mai-Aufstandes wurde das Ermittlungsverfahren zunächst nicht neu aufgenommen, die Beschlagnahme der Vermögen der Verdächtigten aber aufrechterhalten. Nachdem in Baden alle Vorfälle aus dem Revolutionsjahr 1849 abgeurteilt waren, beabsichtigte das Justizministerium, auch die Vorfälle aus dem Jahr 1848 gerichtlich aufzuarbeiten. Nach Streitigkeiten über die Zuständigkeit zwischen den Gerichten fiel im März 1853 die Entscheidung: Als Untersuchungsgericht sollte das Bezirksamt Weinheim tätig werden, urteilendes Gericht das Hofgericht des Unterrheinkreises in Mannheim werden. Der im Bezirksamt Weinheim zuständige Beamte war Assessor Gustav von Babo, der dafür dem Bezirksamt Weinheim extra zugeordnet wurde und die Ermittlungen vor Ort aufnahm. Noch am Tag, an dem er in Weinheim eintraf – es war der 1. September 1853 –, ließ er 44 Personen festnehmen. Durch massiven Druck in den Verhören versuchte Babo Geständnisse zu erpressen, die die Betroffenen in späteren Stadien des Verfahrens widerriefen. Insgesamt mehr als 400 Zeugen wurden vernommen und erst Ende April 1854 war die Untersuchung abgeschlossen.

### Gerichtliche Aufarbeitung

#### Hessische Justiz
Die hessische Justiz arbeitete das Attentat vergleichsweise schnell ab, griff aber nur auf die darin involvierten hessischen Untertanen zu. Nicolaus Schaab und zwei seiner am Anschlag beteiligten Söhne wurden im Großherzogtum Hessen festgenommen und ein Strafverfahren gegen sie wegen Betheiligung an der Zerstörung der Main-Neckar-Eisenbahn, in hochverrätherischer Absicht in Hessen eingeleitet. Der dritte Sohn, Georg Adam Schaab, entzog sich der Verhaftung durch Flucht. Ende Mai 1849 befanden sich die Verhafteten weiterhin in Untersuchungshaft. Wohl Ende 1849 wurden der Vater zu sechs Jahren Zuchthaus, die Söhne zu Gefängnisstrafen durch ein Geschworenengericht verurteilt.

#### Badische Justiz
Das Strafverfahren in Baden fand mit einer Anklage wegen Hochverrats vor dem Hofgericht in Mannheim statt, Hochverrat wegen des Ziels der Attentäter, den Transport von Truppen zu verhindern. Das Hofgericht verhandelte die Angelegenheit – auch in Abwesenheit der Angeklagten, weil die zum Teil längst ausgewandert waren – in der zweiten Hälfte des Jahres 1854 und fällte sein Urteil am 30. Dezember 1854: 17 Verurteilungen mit Freiheitsstrafen zwischen acht Jahren und 18 Monaten Zuchthaus waren das Ergebnis. Außerdem wurden die Verurteilten gesamtschuldnerisch für den der MNB entstandenen Sachschaden haftbar gemacht und hatten die Kosten des Verfahrens zu tragen. Den Versuch des Fiskus, sich von den Verurteilten die Kosten der Militäreinsätze erstatten zu lassen, wies das Gericht aus formalen Gründen ab und verwies auf die Zivilgerichtsbarkeit. Sieben Angeklagte wurden freigesprochen. Gegen 18 Verdächtige wurde wegen geringer Beteiligung kein Strafverfahren durchgeführt, gegen sieben Flüchtige ruhte das Ermittlungsverfahren bis (und falls) sie aufgegriffen werden konnten.
15 der Verurteilten legten gegen das Urteil des Hofgerichts Rekurs (Berufung) beim Badischen Oberhofgericht ein. Das Urteil des Oberhofgerichts setzte das Strafmaß für einige der Verurteilten etwas herab, bestätigte das Urteil des Hofgerichts aber im Wesentlichen. Die Verurteilten traten ihre Strafen zwischen Dezember 1855 und Januar 1856 an. Sofort eingereichte Gnadengesuche blieben zunächst erfolglos. Eine erste Gruppe Inhaftierter wurde dann Ende Mai 1856 doch begnadigt. Die übrigen folgten am 5. September 1856, als Prinz Friedrich von Baden, der bis dahin als Regent für seinen geisteskranken älteren Bruder, Ludwig II., regiert hatte, selbst den Titel eines Großherzogs annahm und aus diesem Anlass eine Amnestie erließ.
Der Anspruch der MNB auf Schadenersatz – inzwischen mit Zinsen auf einen Betrag von 8540 fl 40 Xr aufgelaufen – endete 1856 im Vollstreckungsverfahren mit einem Vergleich. Die Beklagten zahlten 6000 fl, die MNB verzichtete auf den Rest ihres Anspruchs und das badische Finanzministerium darauf, weiterhin die Kosten für den Militäreinsatz zu verfolgen. Mit den Verfahrenskosten, die den Verurteilten auferlegt worden waren, ging der Staat sehr unterschiedlich um. Einigen wurden sie erlassen, anderen nicht.

## Wissenswert
Eine Reproduktion der Zeichnung zum Unfallbericht wird in der Dauerausstellung des Verkehrsmuseums Nürnberg präsentiert.
Der geflohene Georg Adam Schaab, „ohne besonderes Gewerbe“, 1849 war er 20 oder 22 Jahre alt, griff in Ober-Laudenbach am 24. Mai 1849 den Direktor der Regierungskommission des Regierungsbezirks Heppenheim, Christian Prinz, zunächst verbal wegen der Inhaftierung seines Vaters und seiner Brüder in Folge des Anschlags von Weinheim an. Anschließend soll er einer derjenigen gewesen sein, die auf den Direktor der Regierungskommission schossen, der tödlich getroffen wurde. Das Attentat löste das Ober-Laudenbacher Gefecht aus. Georg Adam Schaab gelang die Flucht – letztendlich in die USA.
Im Mai-Aufstand 1849 erreichte am 18. Mai 1849 gegen 3 Uhr morgens ein Zug aus einer Lokomotive und sechs Wagen aus Mannheim kommend Weinheim. Er beförderte 200 bewaffnete Revolutionäre, deren Anführer eine Vollmacht des Landesausschusses (provisorische Regierung) vorwies, die zur Demolierung der Gleisanlagen berechtigte. Unmittelbar nördlich der Weschnitz-Brücke bauten sie 10 m Gleis aus und nahmen es mit. Der von der Regierung eingesetzte zuständige Ingenieur ließ das am nächsten Morgen reparieren, angeblich habe alles auf einem Missverständnis beruht. Wegen der unsicheren Lage stellte die MNB den Bahnverkehr zwischen Heppenheim und Weinheim dann bis zum 27. Juni 1849 ein.